# Aurul Brad
Aurul Brad ist ein rumänischer Fußballverein aus Brad, Kreis Hunedoara. Er spielte in der Saison 1940/41 in der höchsten rumänischen Fußballliga, der Divizia A.

## Geschichte
Aurul Brad wurde im Jahr 1934 als Mica Brad (deutsch Glimmer) gegründet. In der Saison 1936/37 nahm der Klub in der neu gegründeten Divizia C erstmals am überregionalen Spielbetrieb teil. Er spielte in der Staffel West und verpasste im Jahr 1938 nur knapp hinter Minerul Lupeni den Aufstieg in die Divizia B. Da die Divizia C zu jener Zeit nur sporadisch ausgetragen wurde und in der Saison 1938/39 nicht zustande kam, musste Mica zunächst in der regionalen Meisterschaft spielen, ehe der Verein in der Saison 1939/40 der Divizia B angehörte. Damit begann die erfolgreichste Phase der Vereinsgeschichte, denn dem Klub gelang der Durchmarsch in die höchste rumänische Fußballliga, die Divizia A. Dort sprang in der Saison 1940/41 ein fünfter Platz heraus. Im folgenden Jahr erreichte Mica nach Siegen gegen Minerul Lupeni und Ripensia Timișoara das Halbfinale des rumänischen Pokals, schied dort aber gegen Universitatea Sibiu aus. Aufgrund der kriegsbedingten Unterbrechung des Spielbetriebs konnte die erfolgreiche Zeit jedoch nicht fortgeführt werden.
Nach Kriegsende wurde Mica – entgegen der zuvor erreichten Qualifikation – nur in die Divizia B eingeordnet, als der Spielbetrieb mit der Saison 1946/47 wieder aufgenommen wurde. Dem Verein gelang die Rückkehr ins Oberhaus jedoch nicht. Am Ende der Saison 1950 musste er – unter seinem neuen Namen Metalul Brad (deutsch Metall) – aus der Divizia B absteigen und in der regionalen Meisterschaft weiterspielen.
Nachdem der Verein zwischenzeitlich seinen Namen in Progresul Brad (deutsch Fortschritt) geändert hatte, gelang ihm 1957 die Rückkehr in die Divizia C, wo er zum ersten Mal unter seinem heutigen Namen Aurul Brad (deutsch Gold, aufgrund des Goldabbaus in der Stadt) antrat. Nach zwei Spielzeiten wurde die Divizia C erneut unterbrochen und es dauerte bis zum Jahr 1968, ehe Aurul in den überregionalen Spielbetrieb zurückkehren konnte. In der Divizia C platzierte sich der Verein zunächst im vorderen Mittelfeld, ehe er sich von Jahr zu Jahr nach vorne schob und ihm schließlich im Jahr 1976 unter Trainer Dumitru Borcău die Rückkehr in die Divizia B gelang.
Auch eine Liga höher fand Aurul seinen Platz im Mittelfeld und gehörte der Liga elf Jahre lang an. Die beste Platzierung konnte im Jahr 1982 verbucht werden, als der Klub hinter dem FC Bihor Oradea und dem FC Baia Mare den dritten Platz erreichen konnte. Im Jahr 1987 stieg Aurul ab und schaffte drei Jahre später den bis heute letzten Aufstieg in die Divizia B. Schon ein Jahr später musste der Verein als Vorletzter die Liga wieder verlassen. Obwohl er sich im Folgejahr in der Divizia C auf dem siebenten Platz einfand, folgte der nächste Abstieg, da seinerzeit die Anzahl der Staffeln von zwölf auf fünf reduziert wurde. 1992 benannte sich der Verein offiziell in Armata Aurul Brad um.
Nach sechs Jahren in der Divizia D des Kreises Hunedoara kehrte Aurul im Jahr 1998 in die Divizia C zurück und gehörte ihr erneut sieben Jahre lang an, wobei sich die Mannschaft meist im Mittelfeld ihrer Staffel platzieren konnte. Im Jahr 2005 stieg der Klub erneut ab und spielt seitdem wieder in der regionalen Liga des Kreises Hunedoara, die seit dem Jahr 2006 unter dem Namen Liga IV firmiert. Im Juni 2011 gewann der Verein den Pokal des Kreises Hunedoara für unterklassige Mannschaften und konnte sich damit für die erste Runde des rumänischen Fußballpokals 2011/12 qualifizieren, die er aufgrund der kurzfristigen Auflösung des Drittligisten FC Drobeta Turnu Severin kampflos überstand.

## Erfolge
- Halbfinale im rumänischen Pokal: 1942
- Aufstieg in die Divizia A: 1940
- Aufstieg in die Divizia B: 1939, 1976, 1990
- Aufstieg in die Divizia C: 1956, 1968, 1998

## Bekannte Spieler
- Ioan Bogdan
- Michael Klein
- Bazil Marian

## Ehemalige Trainer
- Dumitru Borcău (1976)
- Ion V. Ionescu (1983 bis 1984)
- Zoltan Crișan
- Ioan Petcu (2004)
- Titi Alexoi
- Liviu Iezan (bis März 2008)[3]
- Alin Gomoi (seit 2009)